# Fæcestransplantation
Fæcestransplantation, afføringstransplantation eller FMT, fækal mikrobiota transplantation er betegnelser for behandling af sygdom med afføring fra andre mennesker. I Danmark er det en anerkendt behandling mod resistente Clostridium difficile ved antibiotika-associeret diarré, men undersøges for  anvendelse ved andre sygdomme som inflammatoriske tarmsygdomme, myalgisk encephalopati, fibromyalgia, multipel sclerose, Parkinsons sygdom, diabetes, fedme og autisme.

## Eksterne links og henvisninger
1. ↑  Stort forskningsprojekt med transplantation af tarmbakterier (Webside ikke længere tilgængelig) 4. marts 2018 på scitech.au.dk
2. ↑  Behandling af tarmbakterien clostridium difficile (Webside ikke længere tilgængelig) på auh.dk hentet 2. december 2019
3. ↑  "Opinion: Splashing Cold Water on Poop Transplants for Weight Loss. The Scientist 2022". Arkiveret fra originalen 29. september 2022. Hentet 29. september 2022.

- Kan mirakellort helbrede mere end én livstruende sygdom? Videnskab.dk 2019 Arkiveret 20. september 2020 hos  Wayback Machine

- Andres afføring kan blive din medicin. Videnskab.dk 2013 Arkiveret 14. september 2013 hos  Wayback Machine
- Fæcestransplantation har kun effekt i få uger. Videnskab.dk 2018 Arkiveret 16. januar 2018 hos  Wayback Machine
- Baggrundsinterview: Fæcestransplantation som behandling af gentagne mave-tarminfektioner. Region Hovedstaden (Webside ikke længere tilgængelig)
- Mors afføring gjorde Michelle rask. Politiken 31. MAJ. 2015 Arkiveret 17. februar 2016 hos  Wayback Machine
- The Power of Poop Arkiveret 12. december 2020 hos  Wayback Machine
- Microbiota at Work. Science Special Issue 2016 Arkiveret 11. august 2017 hos  Wayback Machine
- Poop Pills Investigated As Obesity Treatment. IFLScience 2016 Arkiveret 18. januar 2016 hos  Wayback Machine
- Aarhus hospital helbreder uhelbredelig tarmsygdom med afførings-transplantationer (dvs. probiotika). TV2 Arkiveret 4. juni 2016 hos  Wayback Machine
- Dansk privathospital vil kurere irritabel tyktarm med donor-afføring. Ing.dk 2016 Arkiveret 2. juli 2016 hos  Wayback Machine
- Fecal Microbiota Transplantation (FMT). Gastro.org 2019 Arkiveret 13. august 2019 hos  Wayback Machine